# Södermanlands län
Södermanlands län er et svensk län (amt) beliggende på østkysten omtrent midt i Sverige. Det grænser op til Östergötlands län, Örebro län, Västmanlands län, Uppsala län og Stockholms län.

## Større byer
De ti største byer i Södermanlands län, sorteret efter indbyggertal:
| #  | Byområde    | Befolkning |
| -- | ----------- | ---------- |
| 1  | Eskilstuna  | 64.679     |
| 2  | Nyköping    | 27.720     |
| 3  | Katrineholm | 21.386     |
| 4  | Strängnäs   | 12.296     |
| 5  | Oxelösund   | 10.843     |
| 6  | Torshälla   | 7.614      |
| 7  | Flen        | 6.114      |
| 8  | Gnesta      | 5.208      |
| 9  | Trosa       | 4.633      |
| 10 | Vingåker    | 4.362      |

Indbyggertal pr. 31. december 2005, Statistiska centralbyrån (SCB).

## Ekstern henvisning
- Länsstyrelsen Södermanlands län

58°46′16″N 16°52′10″Ø / 58.771048°N 16.869507°Ø